# هورنشتورف
هورنشتورف (به آلمانی: Hornstorf) یک شهر در آلمان است که در نوردوست‌مکلنبورگ واقع شده‌است. هورنشتورف ۱٬۱۲۴ نفر جمعیت دارد.